# ريد بانك (نيوجيرسي)
ريد بانك (بالإنجليزية: Red Bank borough, New Jersey)‏ هي منطقة سكنية تقع بولاية نيوجيرسي في الولايات المتحدة. تبلغ مساحتها 5.58 كم2، وترتفع عن سطح البحر 13.1064 م، بلغ عدد سكانها 12,206 نسمة في عام 2010 حسب إحصاء مكتب تعداد الولايات المتحدة وتصل الكثافة السكانية فيها 2,187.5 نسمة لكل كيلومتر مربع (5,665.6/ميل2).

## التركيبة السكانية
حدّد مكتب تعداد الولايات المتحدة بيانات التركيبة السكانية لريد بانك في تعداد الولايات المتحدة. في ما يلي، التركيبة السكانية حسب تعدادي 2000 و2010.

### تعداد عام 2000
بلغ عدد سكان ريد بانك 11,844 نسمة بحسب تعداد عام 2000، وبلغ عدد الأسر 5,201 أسرة وعدد العائلات 2,504 عائلة مقيمة في المنطقة السكنية. في حين سجلت الكثافة السكانية 2,122.6 نسمة لكل كيلومتر مربع (5,497.5/ميل2). وبلغ عدد الوحدات السكنية 5,450 وحدة بمتوسط كثافة قدره 976.7 لكل كيلومتر مربع (2,529.6/ميل2).
وتوزع التركيب العرقي للمنطقة السكنية بنسبة 68.19% من البيض و20.05% من الأمريكيين الأفارقة و0.35% من الأمريكيين الأصليين و2.19% من الأمريكيين ذوي الأصول الآسيوية و0.08% من سكان جزر المحيط الهادئ و6.73% من الأعراق الأخرى و2.41% من عرقين مختلطين أو أكثر و17.11% من الهسبانيون أو اللاتينيون من أي عرق.
بلغ عدد الأسر 5,201 أسرة كانت نسبة 21.6% منها لديها أطفال تحت سن الثامنة عشر تعيش معهم، وبلغت نسبة الأزواج القاطنين مع بعضهم البعض 32.2% من أصل المجموع الكلي للأسر، ونسبة 11.6% من الأسر كان لديها معيلات من الإناث دون وجود شريك، بينما كانت نسبة 4.3% من الأسر لديها معيلون من الذكور دون وجود شريكة وكانت نسبة 51.9% من غير العائلات. تألفت نسبة 42.9% من أصل جميع الأسر من عدة أفراد يعيشون في نفس المنزل ونسبة 15.9% كانت تتألف من شخص يعيش بمفرده يبلغ من العمر 65 عاماً أو أكثر. وبلغ متوسط حجم الأسرة المعيشية 2.20، أما متوسط حجم العائلات فبلغ 2.99.
بلغ العمر الوسطي للسكان 37.5 عاماً. وكانت نسبة 17.5% من القاطنين تحت سن الثامنة عشر، وكانت نسبة 8.6% بين الثامنة عشر والرابعة والعشرين عاماً، ونسبة 35% كانت واقعةً في الفئة العمرية ما بين الخامسة والعشرين والرابعة والأربعين عاماً، ونسبة 19.9% كانت ما بين الخامسة والأربعين والرابعة والستين، ونسبة 15.4% كانت ضمن فئة الخامسة والستين عاماً فما فوق. يوجد لكل 100 أنثى 94.6 ذكر، ويوجد لكل 100 أنثى في الثامنة عشر من عمرها فما فوق 92.1 ذكر.
بلغ متوسط دخل الأسرة في المنطقة السكنية 47,282 دولارًا، أما متوسط دخل العائلة فبلغ 63,333 دولارًا. وكان متوسط دخل الذكور 45,922 دولارًا مقابل 34,231 دولارًا للإناث. وسجل دخل الفرد الخاص بالمنطقة السكنية 26,265 دولارًا. وكانت نسبة 6.3% من العائلات ونسبة 12% من السكان تحت خط الفقر، وكان من هؤلاء نسبة 16.9% تحت سن الثامنة عشر ونسبة 10.6% في الخامسة والستين من العمر وما فوق.

### تعداد عام 2010
بلغ عدد سكان ريد بانك 12,206 نسمة بحسب تعداد عام 2010، وبلغ عدد الأسر 4,929 أسرة وعدد العائلات 2,471 عائلة مقيمة في المنطقة السكنية. في حين سجلت الكثافة السكانية 2,187.5 نسمة لكل كيلومتر مربع (5,665.6/ميل2). وبلغ عدد الوحدات السكنية 5,381 وحدة بمتوسط كثافة قدره 964.3 لكل كيلومتر مربع (2,497.5/ميل2).
وتوزع التركيب العرقي للمنطقة السكنية بنسبة 63.20% من البيض و12.42% من الأمريكيين الأفارقة و0.97% من الأمريكيين الأصليين و1.85% من الأمريكيين ذوي الأصول الآسيوية و0.11% من سكان جزر المحيط الهادئ و18.56% من الأعراق الأخرى و2.90% من عرقين مختلطين أو أكثر و34.39% من الهسبانيون أو اللاتينيون من أي عرق.
بلغ عدد الأسر 4,929 أسرة كانت نسبة 25.9% منها لديها أطفال تحت سن الثامنة عشر تعيش معهم، وبلغت نسبة الأزواج القاطنين مع بعضهم البعض 32.8% من أصل المجموع الكلي للأسر، ونسبة 11.5% من الأسر كان لديها معيلات من الإناث دون وجود شريك، بينما كانت نسبة 5.8% من الأسر لديها معيلون من الذكور دون وجود شريكة وكانت نسبة 49.9% من غير العائلات. تألفت نسبة 40.1% من أصل جميع الأسر من عدة أفراد يعيشون في نفس المنزل ونسبة 12.7% كانت تتألف من شخص يعيش بمفرده يبلغ من العمر 65 عاماً أو أكثر. وبلغ متوسط حجم الأسرة المعيشية 2.43، أما متوسط حجم العائلات فبلغ 3.29.
بلغ العمر الوسطي للسكان 35.2 عاماً. وكانت نسبة 20.4% من القاطنين تحت سن الثامنة عشر، وكانت نسبة 9.3% بين الثامنة عشر والرابعة والعشرين عاماً، ونسبة 34.6% كانت واقعةً في الفئة العمرية ما بين الخامسة والعشرين والرابعة والأربعين عاماً، ونسبة 23% كانت ما بين الخامسة والأربعين والرابعة والستين، ونسبة 12.7% كانت ضمن فئة الخامسة والستين عاماً فما فوق. وتوزع التركيب الجنسي للسكان بنسبة 50.9% ذكور و49.1% إناث.

## وصلات خارجية
- الموقع الرسمي